# Bolan-Damm
Koordinaten: 29° 15′ 11″ N, 67° 35′ 26″ O
Die Bolan-Talsperre (Nari Bolan Dam) ist eine Talsperre in Pakistan, Provinz Belutschistan, Kacchi-Ebene. Sie wurde um 1960 gebaut und diente der Bewässerung. Der Staudamm am Fluss Bolan aus Erd- und Felsschüttmaterial war 19 m hoch (nach Rehman sogar 41 m (135 Fuß)), 530 m lang und der Stauinhalt war 89 Millionen Kubikmeter groß. Das Einzugsgebiet umfasst 5000 km².
Nahegelegene Orte sind Ziarat, Dera Bugti und Loralai. In größerer Entfernung im Nordwesten (120 km) liegt die Provinzhauptstadt Quetta.
Die Talsperre wurde im September 1976 bei einem Unwetter überflutet und zerstört, weil die Verschlüsse der Hochwasserentlastung nicht geöffnet werden konnten. Es entstand eine Flutwelle, bei der zwischen 20 und 24 Menschen ertranken. Außerdem wurden Schäden an Feldern, Tieren, Straßen und sonstigem Eigentum im Tal des Bolan angerichtet.
Ab 1988 sollte der Damm wieder aufgebaut werden.